# Katedrála svatého Blažeje (Brunšvik)
Katedrála svatého Blažeje a svatého Jana v Brunšviku, německy Dom St. Blasii et Johannis, je původně kolegiátní kostel v dolnosaském městě Braunschweigu. Od roku 1543 patří luteránské protestantské církvi.

## Historie

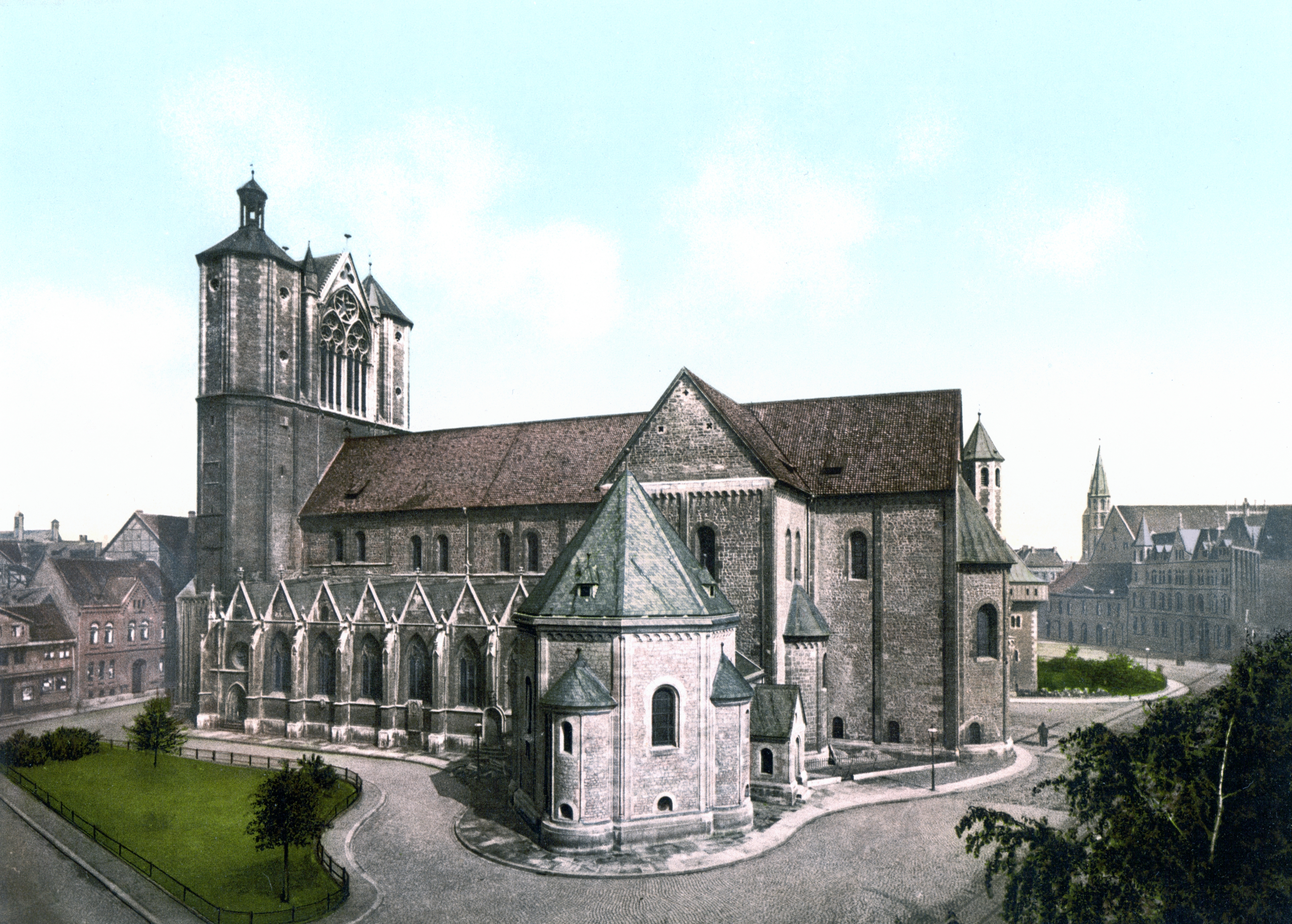
Fotografie z přelomu 19. a 20. století

Románská katedrála byla postavena na základech starší předrománské stavby vysvěcené roku 1030, kterou dal saský vévoda Jindřich Lev zbořit a vystavěl v letech 1173–1195 v románském slohu stavbu novou. V následujících období byly některé části strženy, válcové věže nahrazeny osmibokými, přistavěny postranní kaple v gotickém slohu a pozdně gotické klenby hlavní lodi. Po šmalkaldské válce město roku 1543 přestoupilo k luteránské církvi, kapitula byla zrušena, stejně jako oltářní retábly a katedrála je od té doby dosud luteránská. Poklad byl odvezen roku 1671 a již se zpět nevrátil.
Město Brunšvik bylo ve druhé světové válce těžce zasaženo spojeneckými nálety a následně obsazeno americkou armádou. Věže i klenby katedrály byly obnoveny po roce 1945.

## Architektura
Kostel je postaven na půdorysu kříže s mohutným dvouvěžovým průčelím tzv. westwerkem, který sloužil v dobách válečného ohrožení jako pevnost. Mezi věže byl v gotické době vložen trojboký štít s oknem - rozetou, osvětlující hlavní loď  kostela. Trojlodní románská bazilika má v gotice přistavěné postranní kaple a pravoúhlý závěr s polokruhovou románskou konchou.  
V příčné lodi jsou pozdně gotické perpendikulární sloupy.

### Interiér
Z počátku 13. století pochází cenná nástěnná výzdoba. Dochované fresky v závěru zobrazují Ježíše Krista Pantokratóra, další výjevy ze života Panny Marie. Na klenbě oslava Beránka Božího, na stěnách jsou výjevy ze životůpatronů katedrály Jana Křtitele, sv. Blažeje a mučednictví Tomáše Becketa. K nejvýznamnějším dílům románského řezbářství patří monumentální dřevěný krucifix Mistra Imervarda ze 12. století, představující Krista oděného v dlouhé tunice. Z románského uměleckého řemesla se dochoval unikátní mariánský oltář se sloupy z černého mramoru. Před hlavním oltářem stojí sedmiramenný bronzový svícen, románská kovolitecká práce z doby kolem roku 1170, se symbolickými figurami lvů, pravděpodobně objednávka Jindřicha Lva, stejně jako bronzová plastika lva na sloupu před katedrálou, která je symbolem města.

### Krypta
V románské kryptě bylo v letech 1077-1706 rodové pohřebiště příslušníků welfské dynastie. Nejstarší a nejvýznamnější jsou tumby zakladatelů a panovníků. V hlavní lodi je vápencový náhrobek Jindřicha Lva a jeho choti Matyldy a dlaždice označující hrob císaře Oty Brunšvického a jeho ženy Beatrix. Jako poslední byli do krypty pohřbeni vévoda Vilém Brunšvický († 1884) a britská královna Karolína.

### Poklad Welfů
V katedrále byl od počátku uchováván středověký poklad Welfů. Klenotnice s románskými a gotickými relikviáři, plenáři a dalšími památkami je v současnosti rozdělená mezi několik muzeí v Německu a v USA. Vyniká mezi nimi zlatý oltářní kříž, románská práce s byzantskou emailovou postavou Ukřižovaného.

## Galerie

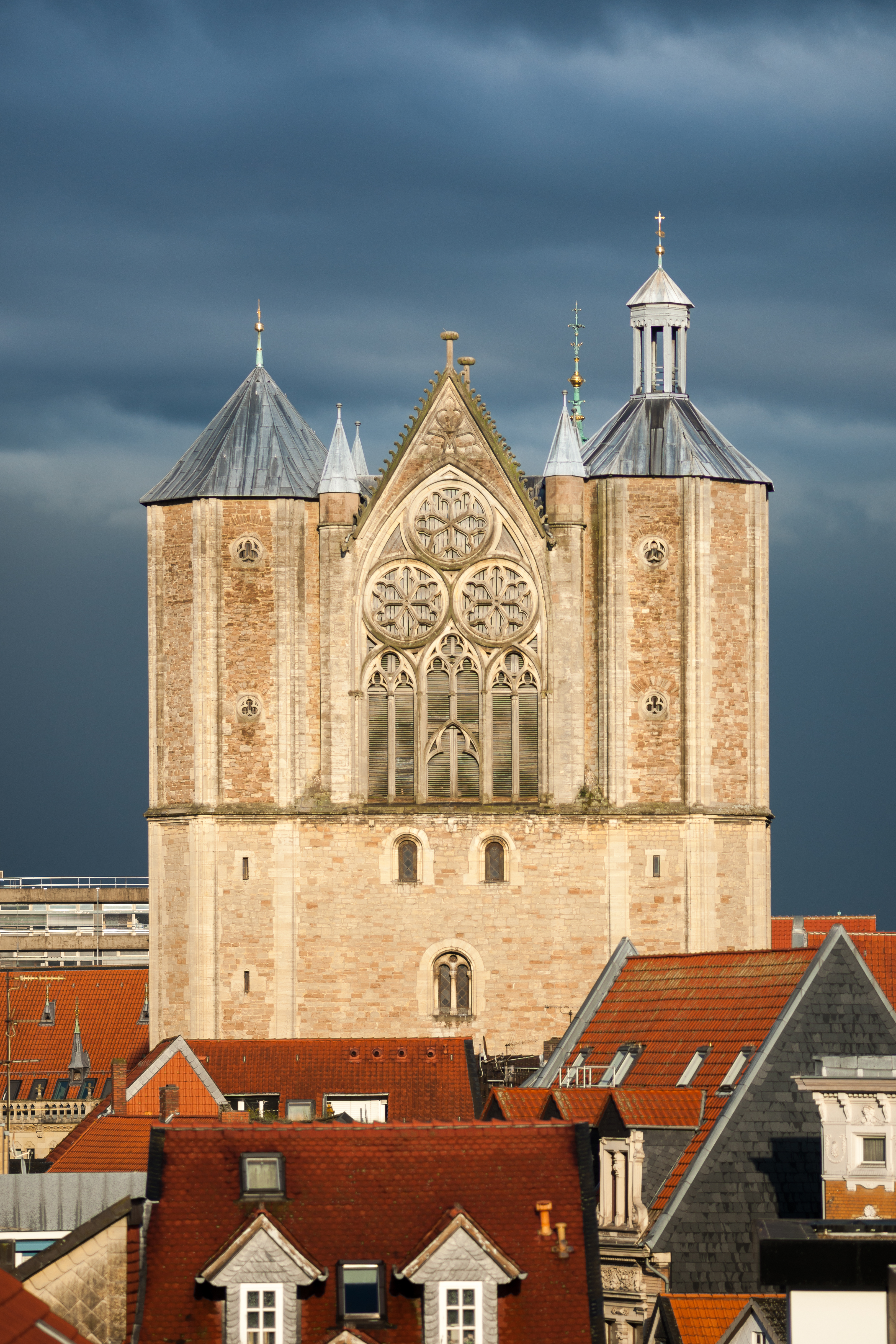
Westwerk
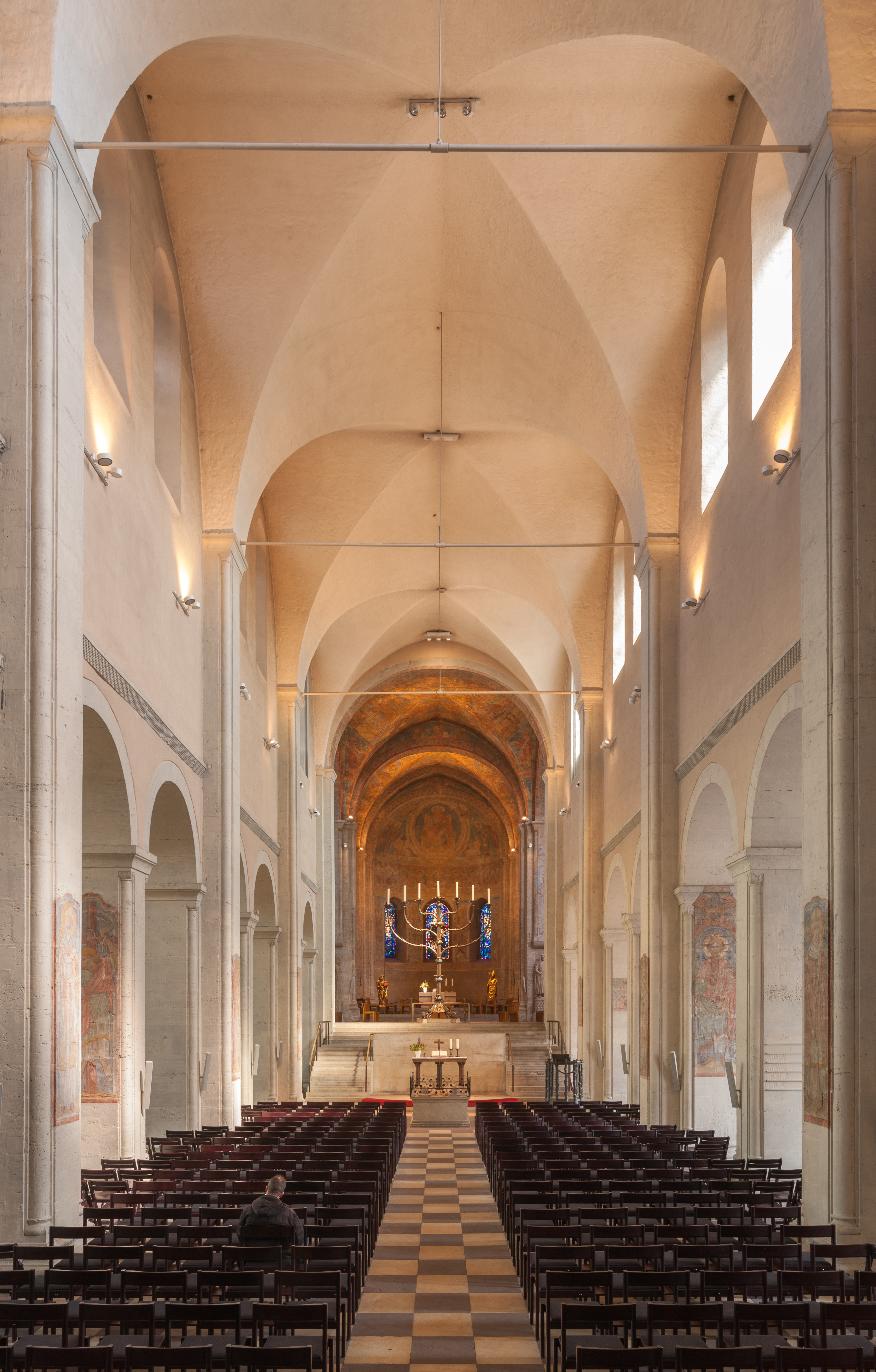
Hlavní loď
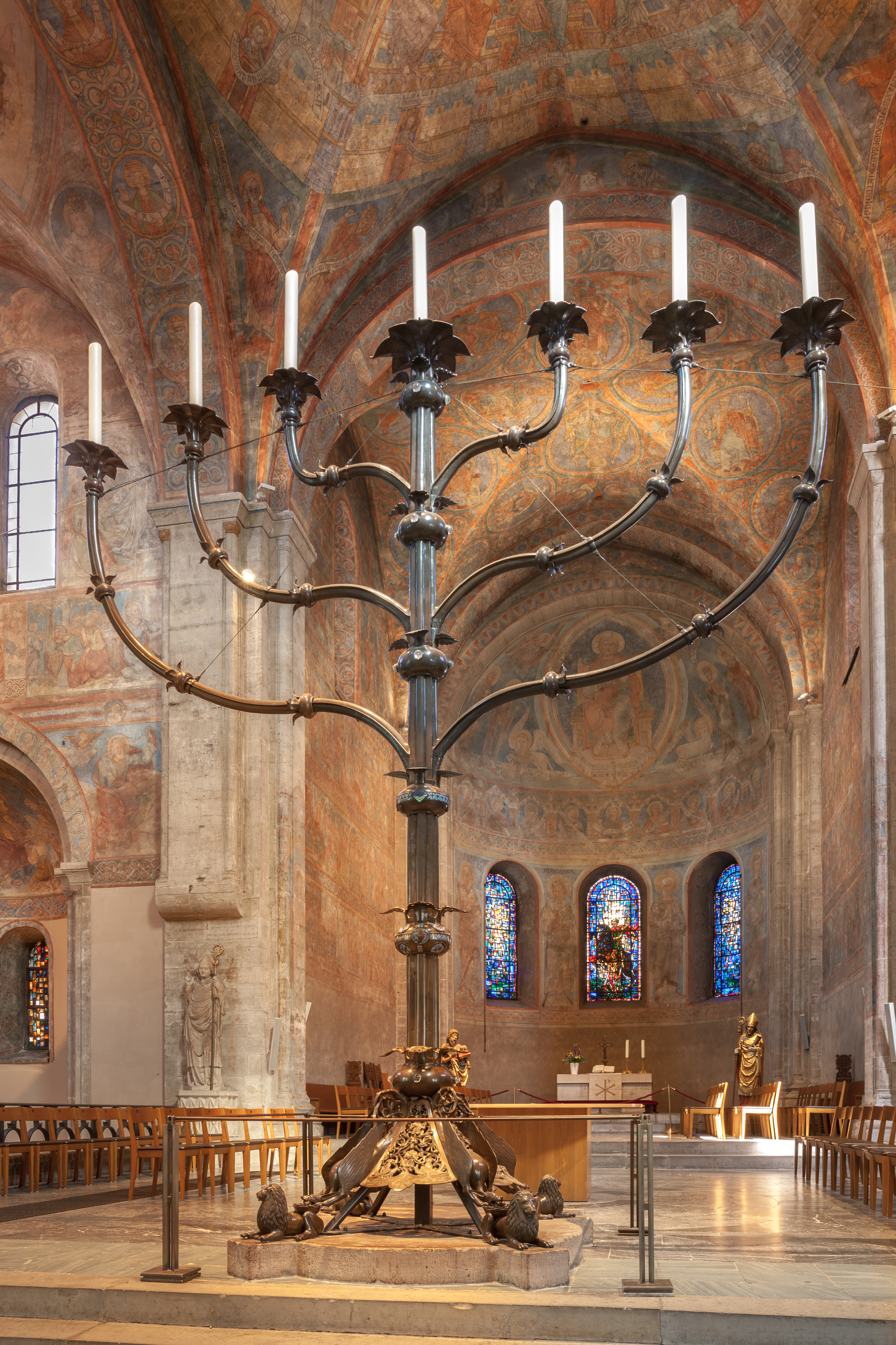
románský svícen
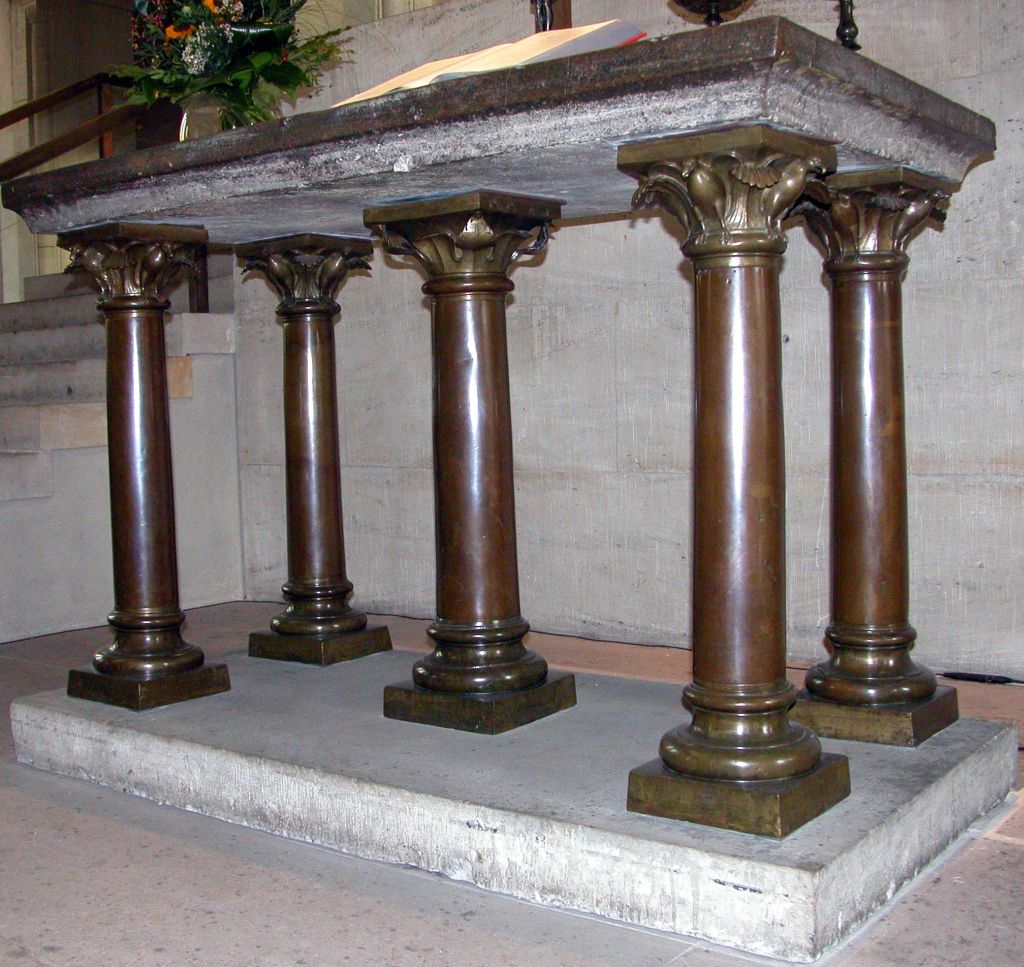
Oltář Panny Marie
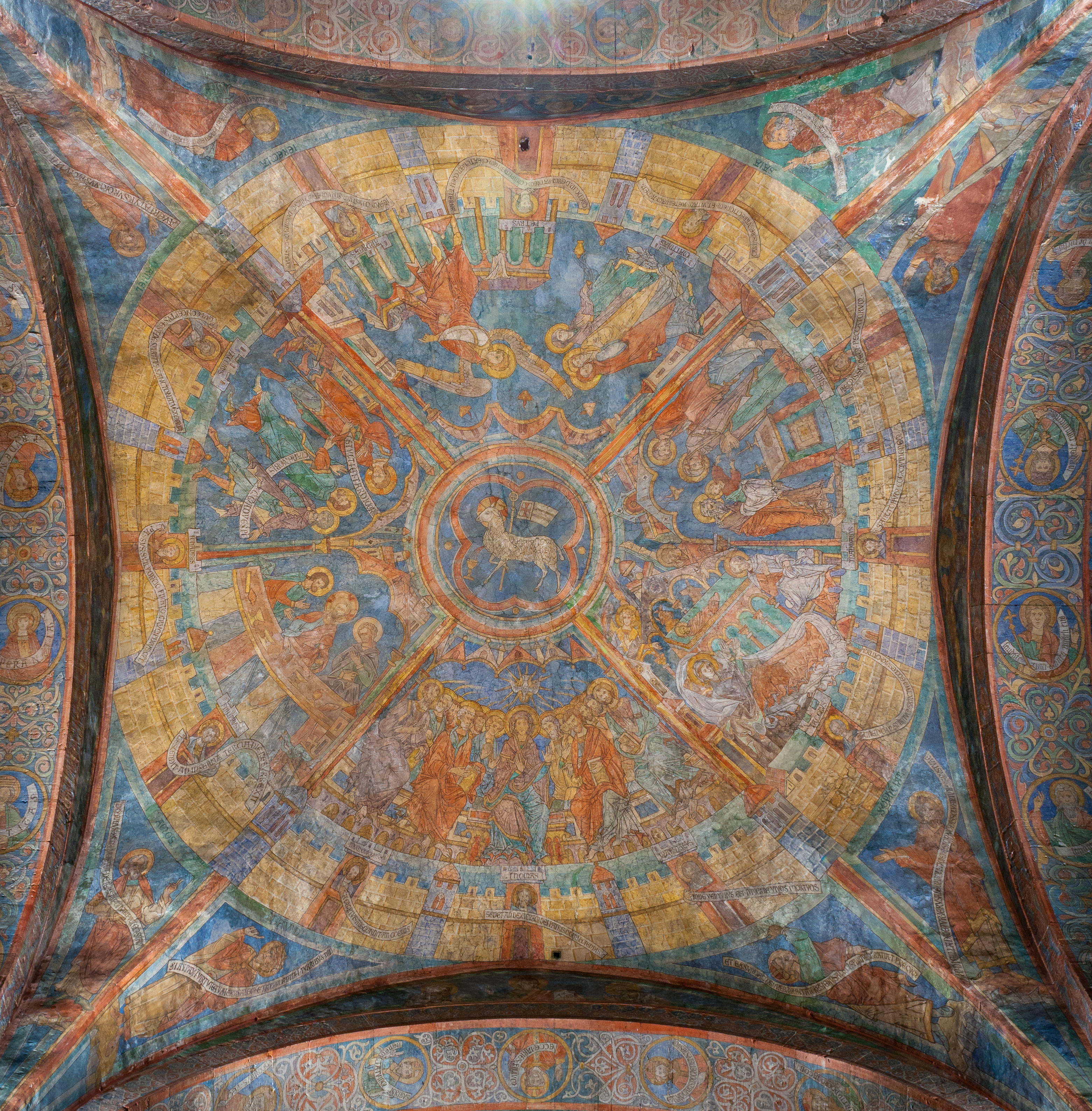
Malba v příčné lodi
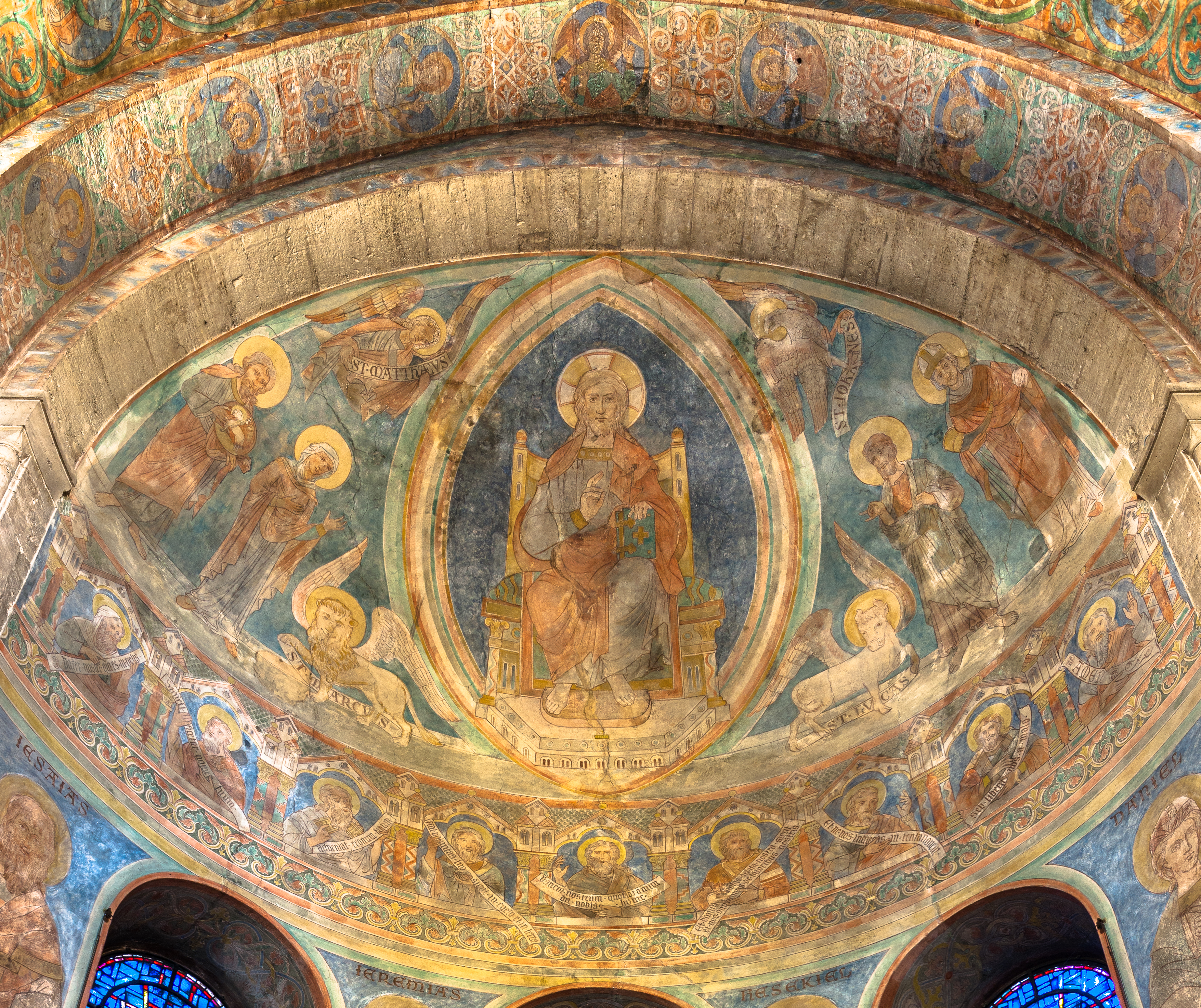
Malba Krista Vševládce
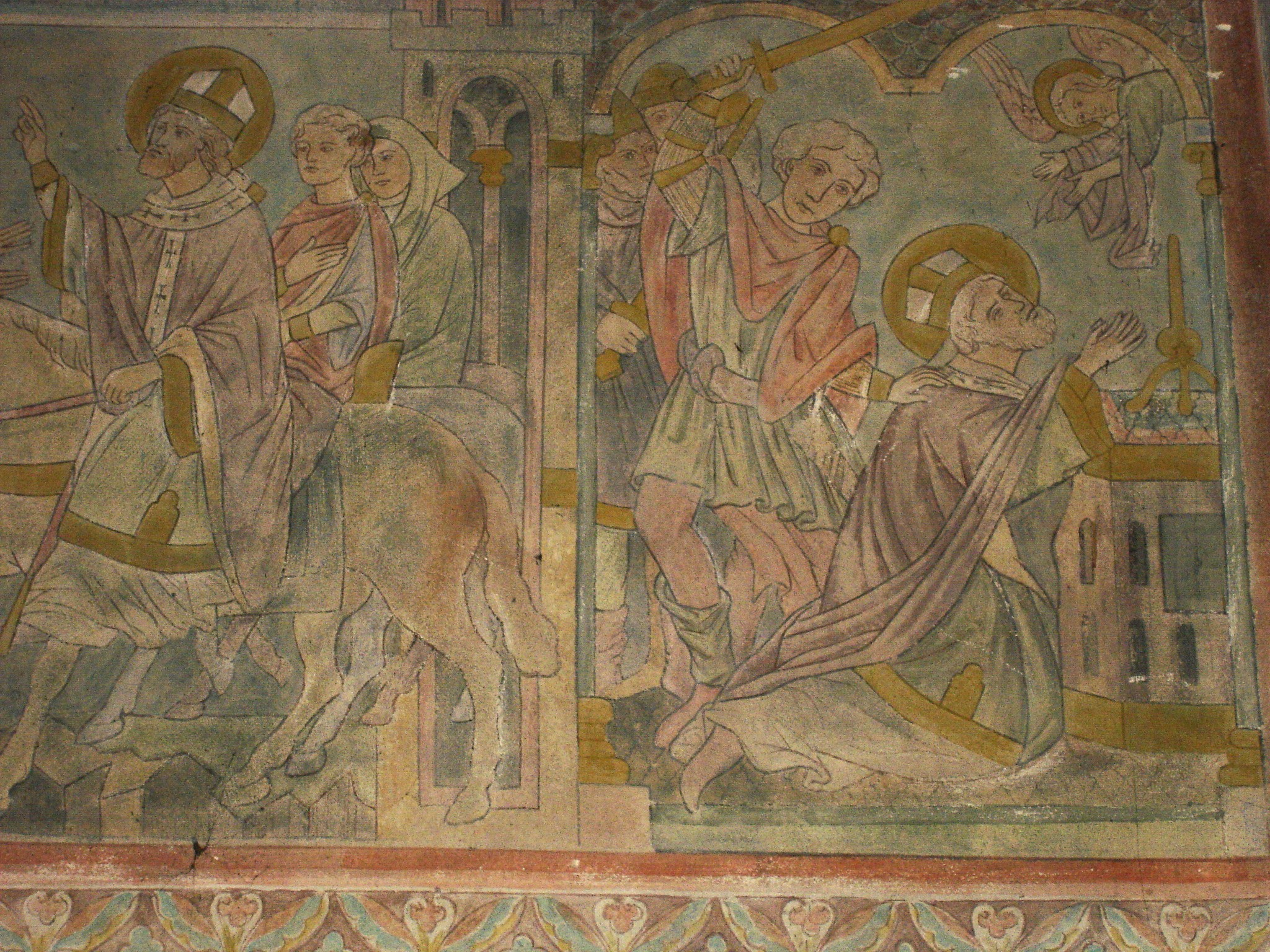
Stětí Tomáše Becketa
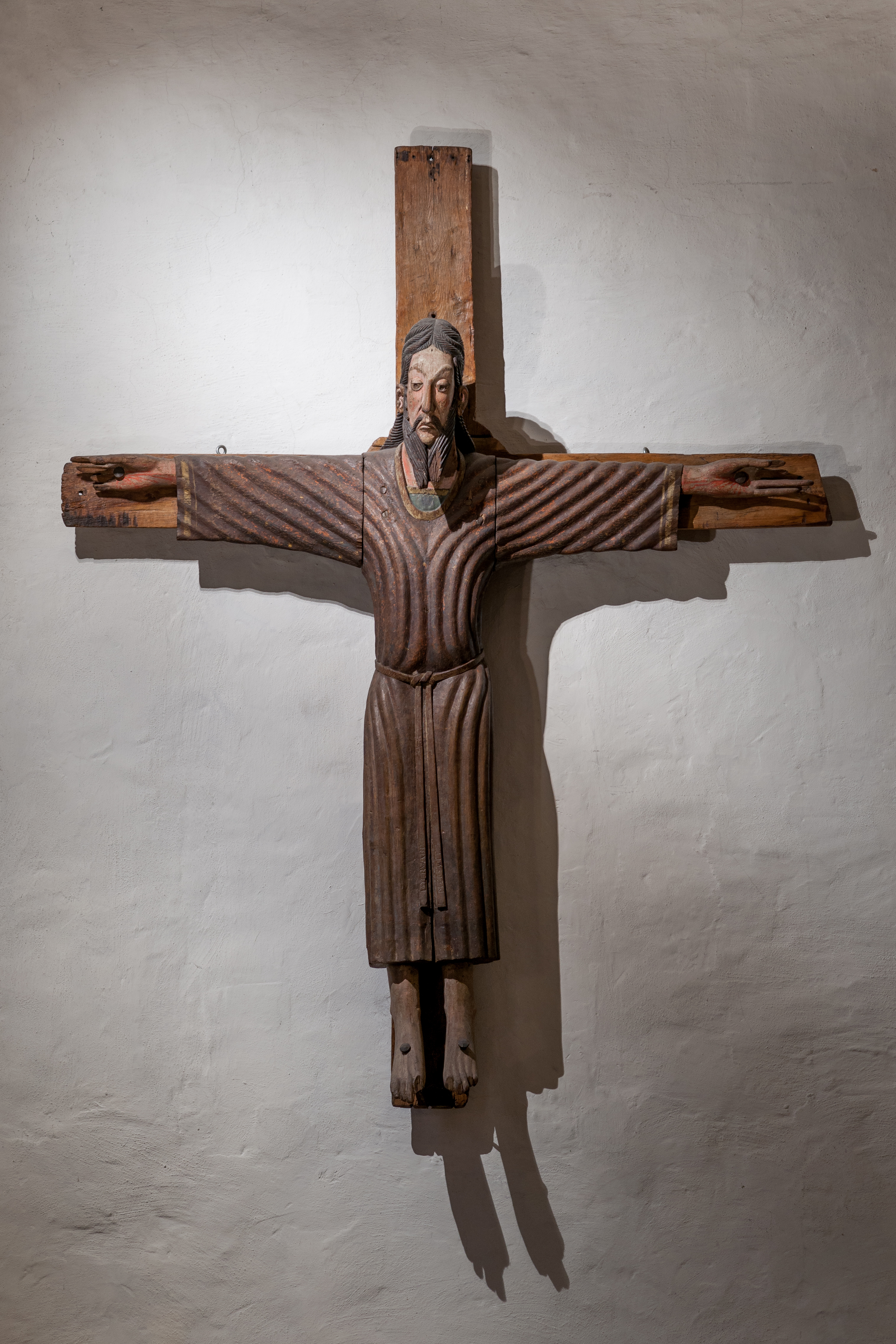
Imervardův kříž
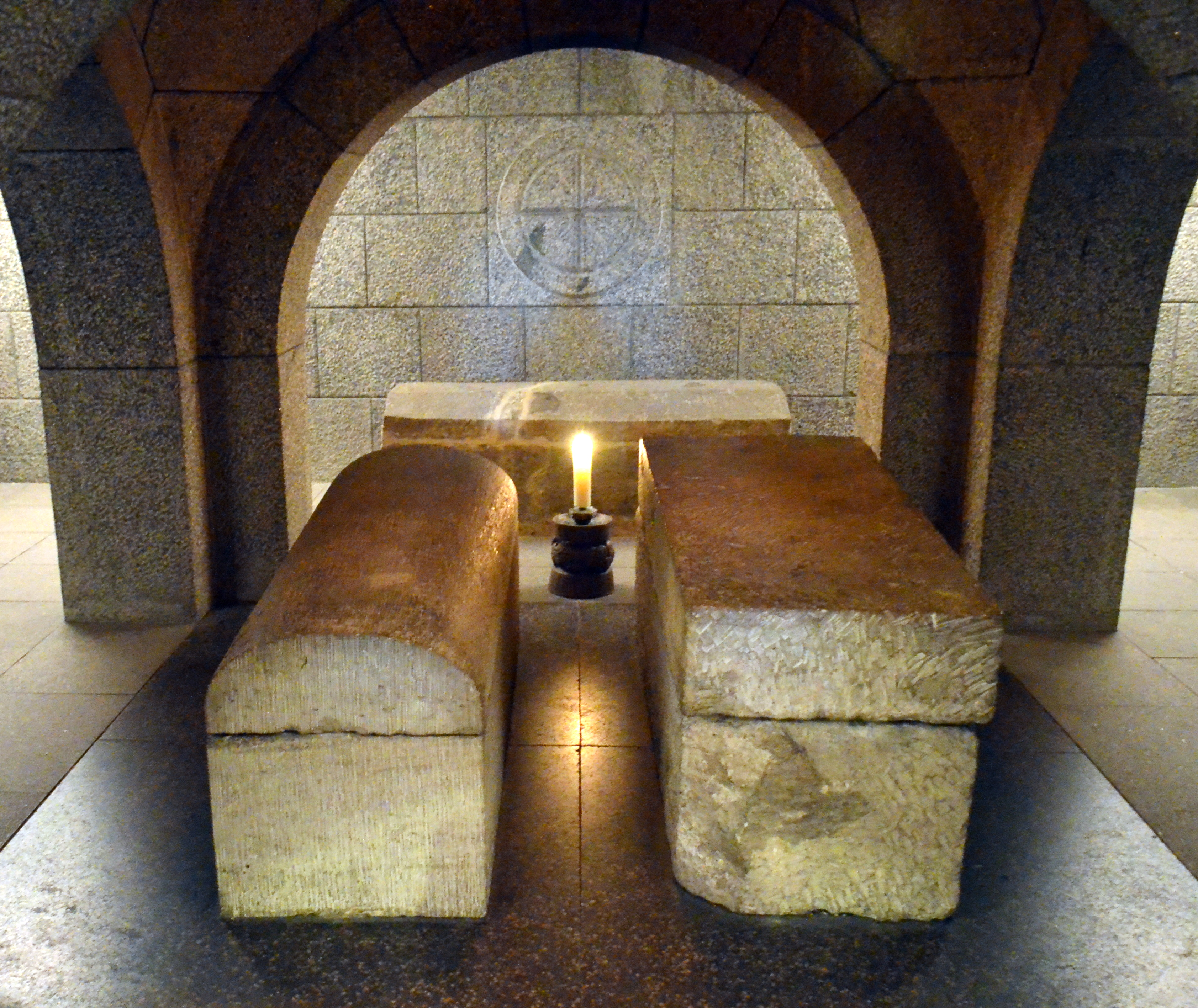
Hrob Jindřicha Lva